# Dragonlance (juego de mesa)
Dragonlance es un juego de mesa de fantasía publicado por TSR en 1988 basado en el escenario de la campaña del juego de rol Dragonlance, también publicado por TSR.

## Contenido
Dragonlance es un juego para 2-6 jugadores, en el que cada jugador usa su equipo de dragones para ingresar a una torre prohibida y ser el primero en obtener la Dragonlance y devolverla a su base.

### Componentes
El tablero viene con un mapa de cuadrículas hexagonales. En el centro hay una torre de plástico rodeada por seis puertas, cada una de un color diferente. Hay seis equipos de dragones en seis colores, así como una gran cantidad de bases de plástico blanco, que son utilizadas para indicar la altitud de un dragón. También hay una baraja de cartas y varios dados de diez caras.

### Juego básico
El jugador activo lanza un dado de diez caras para obtener puntos de movimiento, que luego se pueden usar para avanzar, así como para ganar o perder altitud. A medida que un dragón aumenta de altura, se coloca un disco de plástico blanco debajo de él por cada punto de movimiento utilizado para subir. Estos discos se retiran cuando un dragón pierde altitud. Si un jugador saca solo un 1 o un 2 para los puntos de movimiento, gana una carta mágica en compensación, que puede usar cuando sea necesario.

#### Combate
Si un dragón termina su movimiento al lado de otro dragón en la misma altura, puede atacar. Ambos jugadores lanzan un dado; el atacante suma +1 a su tirada de dado por cada punto de movimiento utilizado en ese turno. El total más alto gana, y el dragón perdedor se ve obligado a reducir la altitud, perdiendo un disco blanco por cada punto de diferencia en las tiradas de dados. Si un dragón llega al suelo (pierde todos sus discos blancos), queda fuera del juego.

#### Condición de victoria
Cada jugador debe volar uno de sus dragones a través de su puerta (la puerta que coincide con el color de su equipo), luego ganar altura para volar a la parte superior de la torre central (que requiere diez discos de altitud), donde el dragón puede agarrar la Dragonlance. Si el dragón puede devolver la Dragonlance a su base de operaciones, el jugador propietario gana el juego.

### Juego avanzado
Los juegos avanzados agregan reglas para los líderes, quienes pueden darle al dragón que están montando habilidades únicas; ciudadelas voladoras que pueden esconder poderosos artefactos; acrobacias aéreas; y reglas opcionales para movimiento y combate avanzados.

## Historial de publicaciones
En los primeros diez años de Dungeons & Dragons, el universo de campaña de facto era World of Greyhawk de Gary Gygax . En 1984, TSR publicó su segundo escenario de campaña, Dragonlance, creado por Laura y Tracy Hickman, que resultó ser muy popular. Además de una serie de módulos de D&D, Tracy Hickman y Margaret Weis también crearon una serie de novelas. Pronto siguieron otros productos con licencia, incluido el juego de mesa Dragonlance . El juego fue diseñado por Michael Dobson, Scott Haring y Warren Spector, y fue lanzado en 1988.
En 2022, Wizards of the Coast, que se había hecho cargo de TSR 25 años antes, lanzó un nuevo juego de mesa, Dragonlance: Warriors of Krynn, que no tenía ninguna relación con el juego de mesa original.

## Recepción
En el volumen 2 de Games International, Richard Ashley se mostró complacido por el bajo precio, pero no por mucho más. Tuvo problemas para construir la torre central y las seis puertas, notando que las piezas no encajaban correctamente. También descubrió que "Dos de los seis equipos de dragones (bronce y oro) eran prácticamente imposibles de diferenciar. Eventualmente marqué uno con un rotulador". En el juego básico, Ashley sintió que todo se basaba en las tiradas de dados y dijo: "En la práctica, los movimientos de apertura tienden a ser un baño de sangre en el tablero repleto de gente en la que los que obtienen tiradas altas diezman a los que obtienen tiradas bajas, dando pocas posibilidades de ponerse al día.". No encontró mucha mejora en las reglas avanzadas y descubrió, por ejemplo, que "las acrobacias aéreas son un débil intento de dar la ilusión de 'Dogfights', pero dependen del lanzamiento de cartas mágicas". También descubrió que se necesitaban tiradas de dado altas para ganar en el juego Avanzado. Ashley concluyó dándole al juego una mala calificación de solo 2 de 5 estrellas, afirmando que "en general, el juego no estuvo a la altura de su potencial. Siento que los creadores se perdieron un poco y no han producido un buen juego de fantasía o de combate aéreo. [. . . ] Solo el precio relativamente bajo me impidió darle una estrella".